# Ashton Götz
Ashton Philip Shawn Götz (* 16. Juli 1993 in Pirmasens) ist ein deutscher Fußballspieler, der aktuell bei der TuS Dassendorf in der Oberliga Hamburg spielt.

## Herkunft und Familie
Götz wurde als Sohn eines US-Amerikaners und einer Deutschen im rheinland-pfälzischen Pirmasens geboren. Im Alter von sechs Jahren zog er nach Hamburg.

## Karriere

### Im Verein

#### Anfänge
Götz begann in der Jugend des FC St. Georg-Horn mit dem Fußballspielen. Von dort wechselte er in die Jugend des SC Concordia. Nach zwei Jahren schloss sich Götz dem SC Hamm 02 an, bei dem er als Spielmacher agierte. 2008 wechselte er in das Nachwuchsleistungszentrum des Hamburger SV. Dort spielte er häufiger im defensiven Mittelfeld und später als Rechtsverteidiger. In der Saison 2010/11 spielte Götz – damals noch im A-Jugend-Alter – erstmals in der zweiten Herrenmannschaft in der viertklassigen Regionalliga Nord. Zudem trainierte er regelmäßig bei den Profis mit. In der Saison 2012/13 absolvierte Götz aufgrund einer schweren Knieverletzung nur ein Spiel. Sein Comeback in einem Pflichtspiel gab er am 4. Spieltag der Saison 2013/14 im kleinen Stadtderby gegen die zweite Mannschaft des FC St. Pauli. Im Laufe der Saison folgten 23 weitere Einsätze.

#### Profi beim HSV
Zur Saison 2014/15 rückte Götz in den Profikader auf, er steht aber weiterhin parallel im Kader der U-23. Am 24. September 2014 debütierte er bei der 0:1-Niederlage gegen Borussia Mönchengladbach in der Bundesliga, als er von Trainer Josef Zinnbauer, der zu Saisonbeginn noch sein U-23-Trainer gewesen war, in der 90. Spielminute für Dennis Diekmeier eingewechselt wurde. In der Winterpause verlängerte Götz seinen Vertrag bis zum 30. Juni 2017. Insgesamt kam Götz auf zehn Bundesliga und 21 Regionalligaeinsätze.
In der Saison 2015/16 kam Götz auf keinen Bundesligaeinsatz, sondern spielte zehnmal in der zweiten Mannschaft. In der Vorbereitung auf die Bundesliga-Saison 2016/17 absolvierte Götz ab dem 9. August ein Probetraining beim Ligakonkurrenten SV Darmstadt 98, wurde aber nicht verpflichtet. Am 9. Spieltag kam er bei der 0:3-Niederlage beim 1. FC Köln auf seinen einzigen Bundesligaeinsatz. Anfang Mai 2017 wurde Götz gemeinsam mit Johan Djourou und Nabil Bahoui aus dem Kader der ersten Mannschaft gestrichen. Als Gründe führte Trainer Markus Gisdol an, den Trainingskader für die letzten drei Spieltage für das Erreichen des Klassenerhalts verkleinern zu wollen. Die Spieler erhielten das Angebot, fortan mit der zweiten Mannschaft oder einem Privattrainer zu trainieren. Götz stieg daraufhin bis zum Saisonende in das Training der zweiten Mannschaft ein, für die er bis dahin auf 14 Saisoneinsätze gekommen war und verließ den Verein anschließend mit Auslaufen seines Vertrages.

#### Roda Kerkrade
Götz schloss sich Anfang September 2017 dem niederländischen Erstligisten Roda Kerkrade an, bei dem er einen bis zum Ende der Saison 2017/18 laufenden Vertrag mit der Option auf eine weitere Spielzeit erhielt. Er kam bis November 2017 auf neun Einsätze und fiel dann wegen einer Verletzung an der Bauchmuskulatur aus. Nach Saisonende verließ er den Verein.

#### SV Drochtersen/Assel
Nachdem Götz Kerkrade verlassen hatte, war er in der Saison 2018/19 vereinslos. Im August 2018 hielt er sich beim Oberligisten SC Victoria Hamburg fit. Im April 2019 folgte ein Probetraining beim Drittligisten FSV Zwickau sowie in der Sommervorbereitung 2019 ein Probetraining bei den Würzburger Kickers, die ebenfalls in der 3. Liga spielten. Götz schloss sich schließlich kurz vor dem Start der Saison 2019/20 dem Regionalligisten SV Drochtersen/Assel an, bei dem er einen Vertrag bis Ende Dezember 2019 erhielt. Götz absolvierte in der Saison 2019/20 sieben Regionalligaspiele (alle von Beginn), in denen er ein Tor erzielte, sowie ein DFB-Pokal-Spiel in der ersten Runde gegen den FC Schalke 04 (0:5). Nachdem er 2020/21 kein Spiel bestritten hatte, kam er in der Saison 2021/22 auf 22 Einsätze, eingeschlossen Endrunde, wobei er fünfmal traf. In der Spielzeit 2022/23 kam er nur noch zu acht Ligaeinsätzen. Daraufhin entschloss sich der Verein den auslaufenden Vertrag mit Götz nicht zu verlängern.

#### TuS Dassendorf
Götz schloss sich im Sommer 2023 dem Oberligisten TuS Dassendorf an.

### In der Nationalmannschaft
Götz dürfte für den DFB und – wegen der Herkunft seines Vaters – für den US-amerikanischen Verband spielen. Im Februar 2015 äußerte der deutsche Trainer der amerikanischen Nationalmannschaft Jürgen Klinsmann sein Interesse an Götz. Allerdings besitzt Götz nicht die amerikanische Staatsbürgerschaft.